# Tachyphonus phoenicius
Tachyphonus phoenicius là một loài chim trong họ Thraupidae.